# Powiat Melk
Powiat Melk (niem. Bezirk Melk) – powiat w Austrii, w kraju związkowym Dolna Austria, część północna w rejonie Waldviertel, południowa w rejonie Mostviertel. Siedziba powiatu znajduje się w mieście Melk.

## Geografia
Powiat Melk graniczy: na północy z powiatami Zwettl i Krems-Land, na wschodzie z powiatami St. Pölten-Land i Lilienfeld, na południu z powiatem Scheibbs i na wschodzie z powiatami Amstetten i Perg (ostatni w Górnej Austrii).

## Podział administracyjny
Powiat podzielony jest na 40 gmin, w tym cztery gminy miejskie (Stadt), 27 gmin targowych (Marktgemeinde) oraz dziewięć gmin wiejskich (Gemeinde).
| Miasta 1. Mank (3335) 2. Melk (5594) 3. Pöchlarn (4000) 4. Ybbs an der Donau (5653) Gminy targowe 1. Artstetten-Pöbring (1260) 2. Bischofstetten (1228) 3. Blindenmarkt (2780) 4. Dunkelsteinerwald (2402) 5. Emmersdorf an der Donau (1781) 6. Erlauf (1125) 7. Golling an der Erlauf (1470) 8. Hürm (1980) 9. Kilb (2586) 10. Klein-Pöchlarn (1087) 11. Krummnußbaum (1630) 12. Leiben (1341) 13. Loosdorf (3902) 14. Marbach an der Donau (1688) 15. Maria Taferl (960) 16. Neumarkt an der Ybbs (2075) 17. Nöchling (1029) 18. Persenbeug-Gottsdorf (2155) 19. Petzenkirchen (1555) 20. Pöggstall (2402) 21. Raxendorf (1033) 22. Ruprechtshofen (2296) 23. Schönbühel-Aggsbach (932) 24. St. Leonhard am Forst (3046) 25. St. Martin-Karlsbach (1632) 26. Weiten (1092) 27. Yspertal (2030) | Gminy 1. Bergland (1915) 2. Dorfstetten (566) 3. Hofamt Priel (1718) 4. Kirnberg an der Mank (1114) 5. Münichreith-Laimbach (1658) 6. Schollach (1058) 7. St. Oswald (1129) 8. Texingtal (1694) 9. Zelking-Matzleinsdorf (1245) |
| (stan liczby mieszkańców 1 stycznia 2023) | |